# Josef Nosek
Josef Nosek (ur. 14 marca 1924 w Stajiště – zm. 14 sierpnia 1984 w Bratysławie) – czechosłowacki wirolog i apterygotolog.
Pracował w Instytucie Wirologii Słowackiej Akademii Nauk.
Nosek początkowo zajmował się taksonomią i ekologią skoczogonków. Z czasem przekierował swoje zainteresowania ku pierwogonkom, w których dziedzinie stał się specjalistą. Badał ich morfologię, ekologię, biogeografię i taksonomię. Opisał dziesiątki nowych dla nauki gatunków z całego świata, w tym około 50 z samej Europy. Utworzył nowe rodzaje, jak Madagascaridia, Madagascarentomon czy Fjellbergella. Dla rodzaju Sinentomon wprowadził osobny podrząd Sinentomoidea i rodzinę Sinetomidae. W 1973 opublikował monografię „The European Protura. Their  taxonomy, ecology and distribution. With keys for determination”, wydaną przez genewskie Muzeum Historii Naturalnej, gdzie również przechowywane są jego zbiory. Opublikował także, wspólnie z Wolfem Sixlem, klucz do oznaczania środkowoeuropejskich kleszczy.
Na jego cześć nazwano rodzaj pierwogonków: Nosekiella, gatunek skoczogonka Heteromurus noseki oraz gatunki pierwogonków: Proturentomon noseki, Australentulus noseki, Acerentomon noseki i Eosentomon noseki.